# Lutetia-Kreis
Der Lutetia-Kreis (auch Lutetia-Comité, eigentlich Ausschuss zur Vorbereitung einer deutschen Volksfront) war ein von 1935 bis 1937 in Paris aktives Komitee verschiedener politischer Strömungen, die eine antifaschistische Grundhaltung teilten. Nach dem Tagungsort im Hotel Lutetia am Boulevard Raspail (6. Arrondissement) wurde dieser Kern einer deutschen Volksfront als Lutetia-Kreis bekannt.

## Vorgeschichte
Während der Weimarer Republik war das Zusammenwirken der großen linken Parteien und Gewerkschaften im Sinne einer Einheitsfront gegen den aufkommenden Faschismus blockiert. Die Sozialfaschismusthese und die RGO-Politik der KPD sowie der Antikommunismus seitens der SPD waren dabei wesentliche Faktoren.
In einer Rede Georgi Michajlow Dimitrows auf dem VII. Weltkongress der Kommunistischen Internationale sowie auf der Brüsseler Konferenz der KPD 1935 wurden eigene Versäumnisse im Kampf gegen Hitler offengelegt und eine theoretische Strategie des Kampfes um eine antifaschistische Volksfront entwickelt.

## Treffen des Lutetia-Kreises
Im September 1935 war es Willi Münzenberg erstmals gelungen, im Hotel Lutetia am Pariser Boulevard Raspail 51 kommunistische, sozialdemokratische und bürgerliche Hitlergegner zusammenzubringen. Später formulierte der Lutetia-Kreis eine Protesterklärung gegen die Hinrichtung des KPD- und Rote-Hilfe-Funktionärs Rudolf Claus im Dezember 1935. Diese wurde von Kommunisten und Sozialdemokraten gemeinsam unterzeichnet.
Am 1. Februar 1936 trafen sich Vertreter der Arbeiterparteien KPD, SPD, SAPD und der SPD-Oppositionsgruppe Revolutionäre Sozialisten Deutschlands zu einer Vorbesprechung eines größeren Treffens am nächsten Tag. Münzenberg wollte eine Volksfront auf der Grundlage völliger Glaubens- und Gewissensfreiheit. Er bezeichnete die frühere Politik der Kommunisten als falsch, in Zukunft müsse eine deutsche Bündnis-Politik betrieben werden. Herbert Wehner, damals Kandidat des Politbüros der KPD, verdammte Münzenbergs Äußerungen dagegen als „opportunistische Prinzipienlosigkeit“.
Am 2. Februar tagte auf Einladung des Schriftstellers Heinrich Mann und des saarländischen SPD-Funktionärs Max Braun im Hotel Lutetia die erste größere Volksfrontkonferenz mit 118 Teilnehmern. Am Verhandlungstisch bildete die KPD die größte Gruppe mit 23 Teilnehmern. Darunter waren außer Münzenberg auch die Politbüromitglieder Franz Dahlem und Philipp Dengel sowie Wilhelm Koenen, Peter Maslowski, Hermann Matern und der Chefredakteur der Roten Fahne, Alexander Abusch. Es gab keine offizielle SPD-Parteidelegation. Dennoch waren unter den 20 Sozialdemokraten bekannte Funktionäre wie Rudolf Breitscheid, Albert Grzesinski, Erich Kuttner und Kurt Löwenstein, die jedoch nicht offiziell im Namen ihrer Partei sprechen konnten. Neben den Vertretern der beiden großen Arbeiterparteien waren mehrere kleinere sozialistische Gruppen wie die SAP (Exil-Leitung Jacob Walcher sowie unter anderem Willy Brandt, Leiter der in Oslo etablierten Zentralen Auslandsstelle (ZA) des SJVD), die Revolutionären Sozialisten Deutschlands und der Internationale Sozialistische Kampfbund (unter anderem Willi Eichler) beteiligt. Sie stellten zusammen acht Teilnehmer der Konferenz. Bürgerliche Gruppierungen stellten 37 und Katholiken vier Vertreter. Außerdem nahmen zahlreiche Schriftsteller und Intellektuelle, unter ihnen Heinrich und Klaus Mann, Lion Feuchtwanger, Ernst Toller, Ludwig Marcuse, Emil Ludwig und Leopold Schwarzschild, an dem Treffen teil.

## Aktivitäten

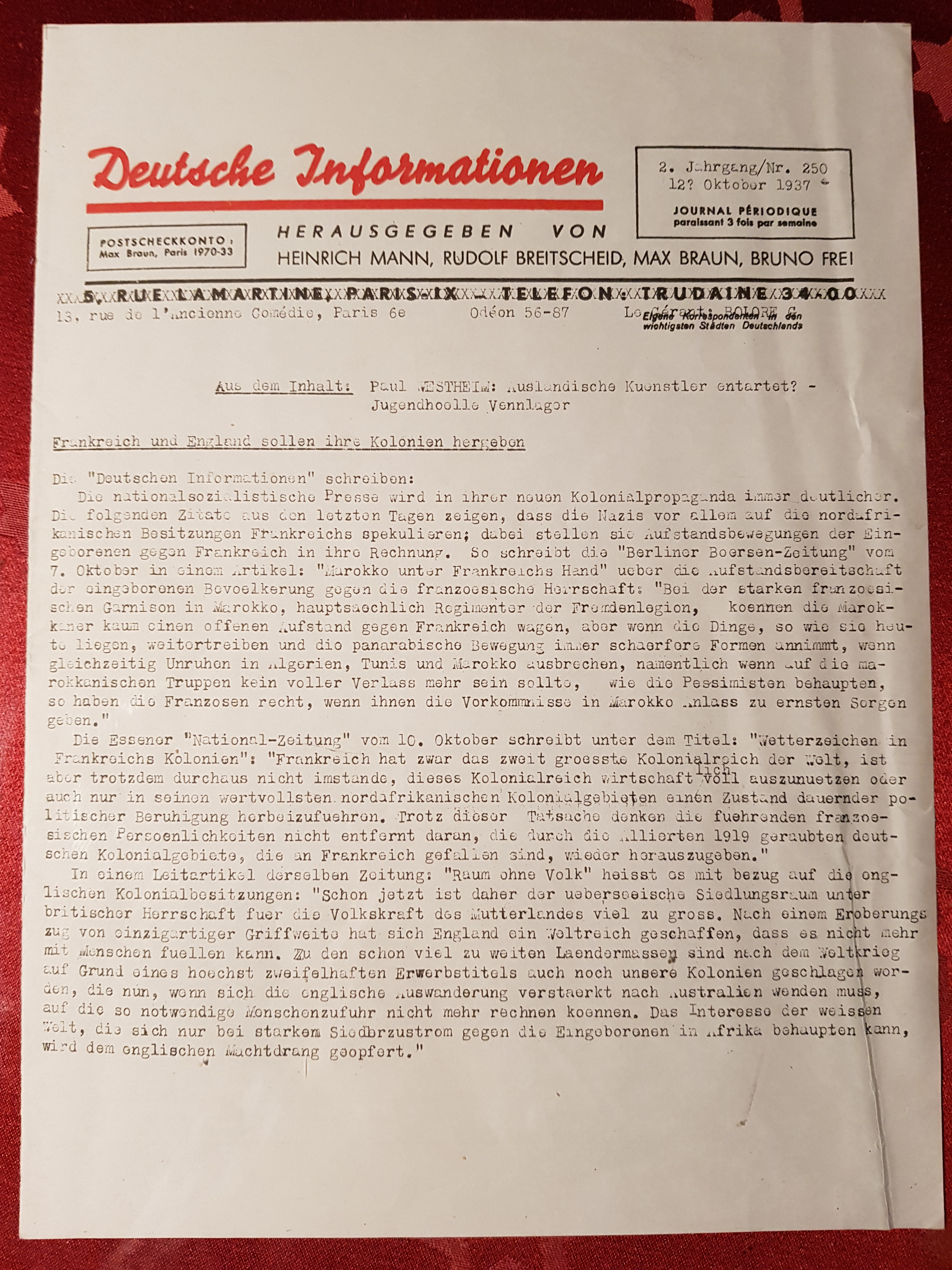
Seite 1 der Deutschen Informationen Nr. 250 vom 12. Oktober 1937 mit Namen der Herausgeber und Adresse. Berichtet wird hier über die in der nationalsozialistischen Presse erhobene Forderung nach Herausgabe der Kolonien Frankreichs und Englands.

Ein Appell an alle Menschen guten Willens wurde verabschiedet, um für die Befreiung der Hitlergegner aus den faschistischen Kerkern einzutreten. Die Bildung eines gemeinsamen Flüchtlingskomitees unter dem Vorsitz des ehemaligen sozialdemokratischen preußischen Innenministers Albert Grzesinski und von Hilfskomitees in Straßburg und Amsterdam wurde beschlossen. Ab März 1936 wurden von Heinrich Mann, Rudolf Breitscheid, Max Braun und Bruno Frei Nachrichten unter dem Titel Deutsche Informationen über den faschistischen Terror und die Kriegsvorbereitungen des Hitlerregimes herausgegeben.
Während bürgerliche Vertreter auf Ausarbeitung eines Regierungsprogramms für die Zeit nach Hitlers Sturz drängten, betonte Franz Dahlem, dass es vordringlich um die Lösung der nächsten Aufgaben gehe. Ein Ausschuss unter Vorsitz Heinrich Manns mit Münzenberg, Breitscheid und dem Journalisten Georg Bernhard als ständigen Mitarbeitern wurde gebildet, um eine Plattform zur Sammlung aller Oppositionsgruppen auszuarbeiten. In einer Kundgebung an das deutsche Volk rief die Pariser Konferenz die einzelnen Parteien und Gruppierungen auf, sich unter Achtung ihrer jeweiligen Sonderziele für die Wiederherstellung der elementarsten Menschenrechte zu vereinen.
Die Programmdebatte, die bis Dezember 1936 dauerte, litt an mangelnder Kompromissbereitschaft auf allen Seiten. Letztlich kam ein Kompromiss-Papier – der Aufruf an das deutsche Volk – zustande. Er wurde am 19. Dezember 1936 unterzeichnet und am 21. Dezember 1936 verabschiedet. Man vermied konkrete Festlegungen und umriss nur kurz die Ziele der Volksfront. Dennoch wurde der Aufruf von mehr als 70 Personen unterschrieben, darunter Lion Feuchtwanger, Klaus Mann, Ernst Toller, Ernst Bloch, Rudolf Breitscheid und Willy Brandt.
Die Volksfront veröffentlichte auch verschiedene Protesterklärungen, Protestschriften und Flugschriften und warb aktiv für einen Freiwilligendienst in Spanien. Verbreitet wurden die Schriften bei über 100 ausländischen Redaktionen unter anderem über die Deutschen Informationen sowie über den von der KPD in Spanien betriebenen Deutschen Freiheitssender 29,8.

## Auflösung
Dieser später als Komitee zur Vorbereitung einer deutschen Volksfront bezeichnete Ausschuss schlug sich aufgrund prinzipieller Differenzen das ganze Jahr vergeblich mit programmatischen und organisatorischen Fragen herum. Streitprotokolle innerhalb des linken Lagers füllten Akten. Die Moskauer Prozesse vergifteten zusätzlich das Pariser Verhandlungsklima irreversibel. Nach der Tagung vom 10. und 11. April 1937 endete die Tätigkeit des Lutetia-Kreises. Das Maß an Gemeinsamkeit war aufgebraucht.
Einige Mitglieder des Lutetia-Kreises arbeiteten nach der Besetzung Frankreichs und ihrer Flucht weiter in neuen politischen Bündnis-Organisationen. Im Exil in New York wurde 1944 der Council for a Democratic Germany gegründet.
Für die deutsche Emigration gab es keine Massenbasis. Hauptsächlich auf Intellektuelle gestützt, war es der deutschen Volksfront-Bewegung nicht gelungen, das ganze Volk auch nur annähernd umfassend zu vertreten. „Sozialdemokraten und Kommunisten, beide von der bürgerlich gekleideten Seite, veruneinigten sich über ihren Einfluss bei den Ärmsten – gesetzt sie wären vorher eines Sinnes gewesen“, schrieb Heinrich Mann rückblickend in seiner Autobiographie.

## Notizen
1. ↑  Werner Röder, Herbert A. Strauss (unter Leitung von): Biographisches Handbuch der deutschsprachigen Emigration nach 1933, K. G. Saur, München 1999, S. 246.
2. ↑  Deutsche Informationen in der Zeitschriften-Datenbank, Deutsche Nationalbibliothek, mit Nachweis aller deutschen Archive und Bibliotheken, welche Exemplare davon führen, überwiegend als Microfilm.